# Planície de Ascale
A planície de Ascale (em turco: Aşkale ovası; em armênio: Աշկալայի դաշտ; romaniz.: Aškali dašt) é uma planície da província de Erzurum, na Turquia, no curso superior do Eufrates. Tem 30 quilômetros de comprimento, 9-10 quilômetros de largura e 1 700 metros de altura. No norte, se une ao largo vale do rio Sercheme. É separada da planície de Derzena pela seção do planalto Armênio que se estende do monte Palandoquene até a passo de Mariã, e do outro lado estão as montanhas Ovazili e Oltubel, que fazem parte do Antitauro.
No lado ocidental do passo de Mariã, onde o Eufrates repentinamente toma uma direção meridional, Ascale se junta à planície de Derzena através do estreito vale de Adão. No passado, nesse ponto, havia um lago plano cercado por ravinas e colinas, composto de entulho de calcário vermelho e depósitos friáveis. Há um depósito de calcário perto de Ascale, nas proximidades do qual fluem fontes salgadas. O inverno é frio e com neve, enquanto o verão é quente. Apresenta solos marrons e pretos distribuídos e sua vegetação é de estepe. Cultiva-se grãos e ervas na região.